# Min Herzing

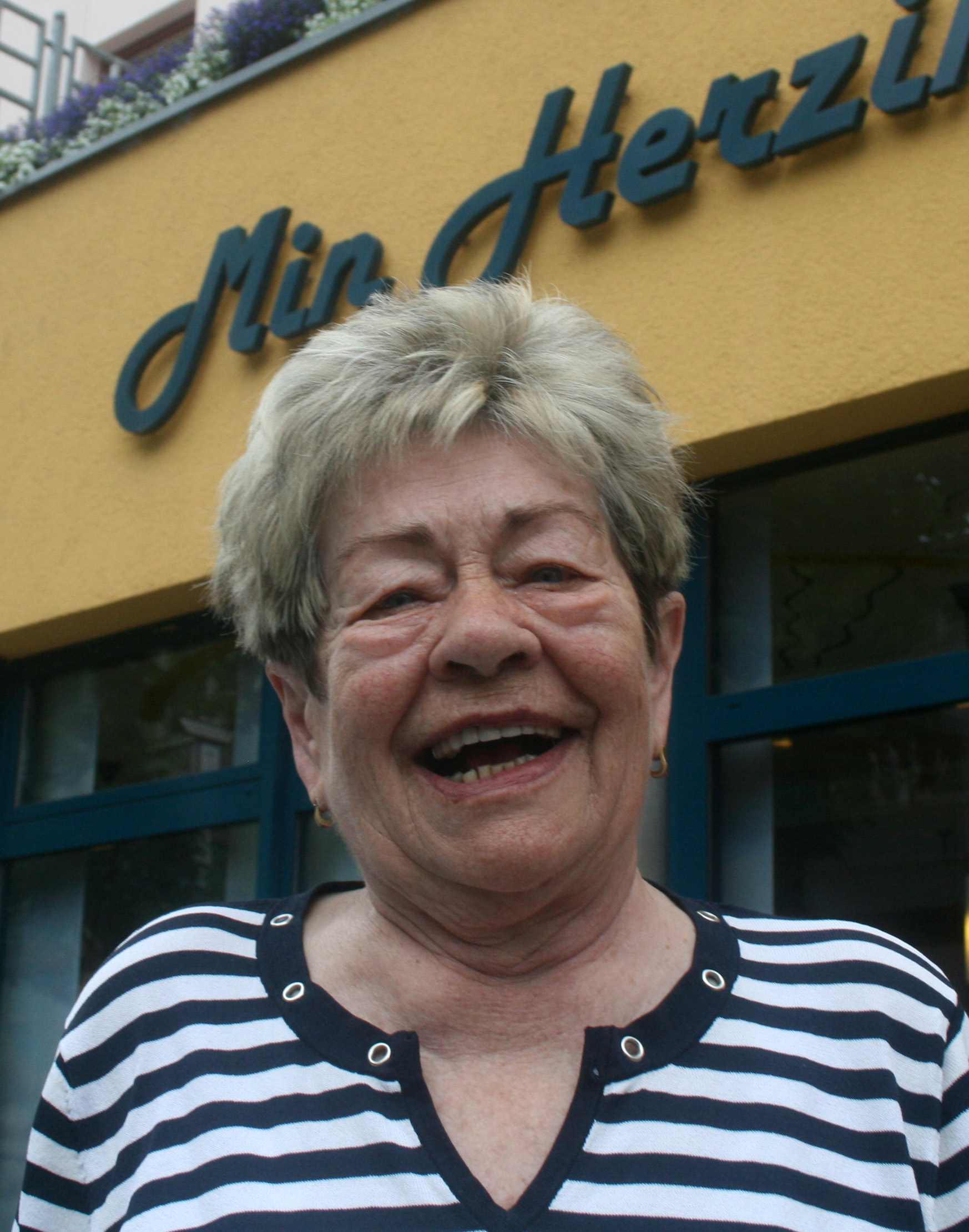
Margot Thielk alias „Min Herzing II“

„Min Herzing“ ist im Ostseebad Warnemünde eine Symbolfigur, die Heimatverbundenheit, Frohsinn und norddeutsche Schlagfertigkeit verkörpert.
Des Weiteren ist „Min Herzing“ ein Fahrgastschiff der Warnemünder Reederei „Fahrgastschifffahrt Käpp‘n Brass“.

## Herkunft
Der Begriff „Min Herzing“ (Mein Herzchen) geht auf die Marktfrau Hedwig Anke (1902–1983) zurück. Diese verkaufte von den 1920er Jahren bis in die 1970er Jahre hinein auf dem Warnemünder Kirchenplatz Fisch und sprach dabei jeden Kunden, und auch jeden Passanten, forsch aber herzlich mit „Min Herzing“ an.

## Entwicklung zur Symbolfigur
1968 entdeckte die in Rostock ansässige Ostsee-Zeitung das in der Stadt legendäre Wortspiel „Min Herzing“ für sich und entwickelte aus dieser Begrifflichkeit eine lokale Symbolfigur, die es sich unter den gesellschaftlichen Verhältnissen in der DDR erlauben konnte, kritischer zu sein, als real existierende Autoren. Die fiktive Zeitungs-Figur äußerte sich meist zu lokalen Missständen. „Min Herzing“ trat schon bald als robuste Fischfrau mit großer Klappe nicht nur in der Zeitung, sondern auch auf Volks- und Pressefesten auf – oft gemeinsam mit einer weiteren Symbolfigur der Hansestadt Rostock: „Käpp'n Brass“ (auch „Käpt'n Brass“). Im Kostüm der „Min Herzing“ verbarg sich lange Zeit die Schauspielerin Inge Raths. „Käpp'n Brass“ wurde viele Jahre vom Sänger und Unterhaltungskünstler Horst Köbbert dargestellt.
Parallel zu den Auftritten der Symbolfiguren war Hedwig Anke noch lange Zeit als Marktverkäuferin in Warnemünde, aber auch im Rostocker Stadtteil Reutershagen zu erleben. Besonders für die Einheimischen blieb sie die „echte Min Herzing“.

## Fortleben der Legende
1974 trat mit der Gastronomin und Fachverkäuferin Margot Thielk (1932–2014) eine Kollegin an die Seite von Hedwig Anke, die im Alltag bald auch die Rolle der „echten Min Herzing“ übernahm. In der Warnemünder Poststraße, wenige Meter von jener Stelle entfernt, an der Hedwig Anke über Jahrzehnte mit ihrem offenen Verkaufsstand anzutreffen war, wurde 1974 eine „Fischhalle“ gebaut, deren Leitung die Fischhändlerin Margot Thielk übernahm. Bis zu ihrem Ausscheiden aus dem Berufsleben arbeitete Hedwig Anke noch stundenweise bei Margot Thielk.
Margot Thielk setzte die inzwischen legendär gewordene Szenerie des Fischverkaufes auf ihre Weise fort. Für die Einheimischen wurde sie schnell die „neue Min Herzing“. 1990 begründete Margot Thielk das markenrechtlich geschützte Unternehmen „Min Herzing“, das sich mit Fischhandel und Gastronomie befasst. Die „Min Herzing“-Restaurants, die heute von den Familien der Töchter Margot Thielks geführt werden, sind in der Fischgastronomie erfolgreich. In Warnemünde wird heute gern zwischen „Min Herzing I“ (Hedwig Anke) und „Min Herzing II“ (Margot Thielk) unterschieden.
Die Rostocker Künstler Theresia und Hans Rolfs schufen zu DDR-Zeiten zu Ehren der Marktfrau Hedwig Anke eine lebensgroße Plastik aus Beton. 'Min Herzing' kann in der Alexandrinenstr 27 in Warnemünde betrachtet werden.

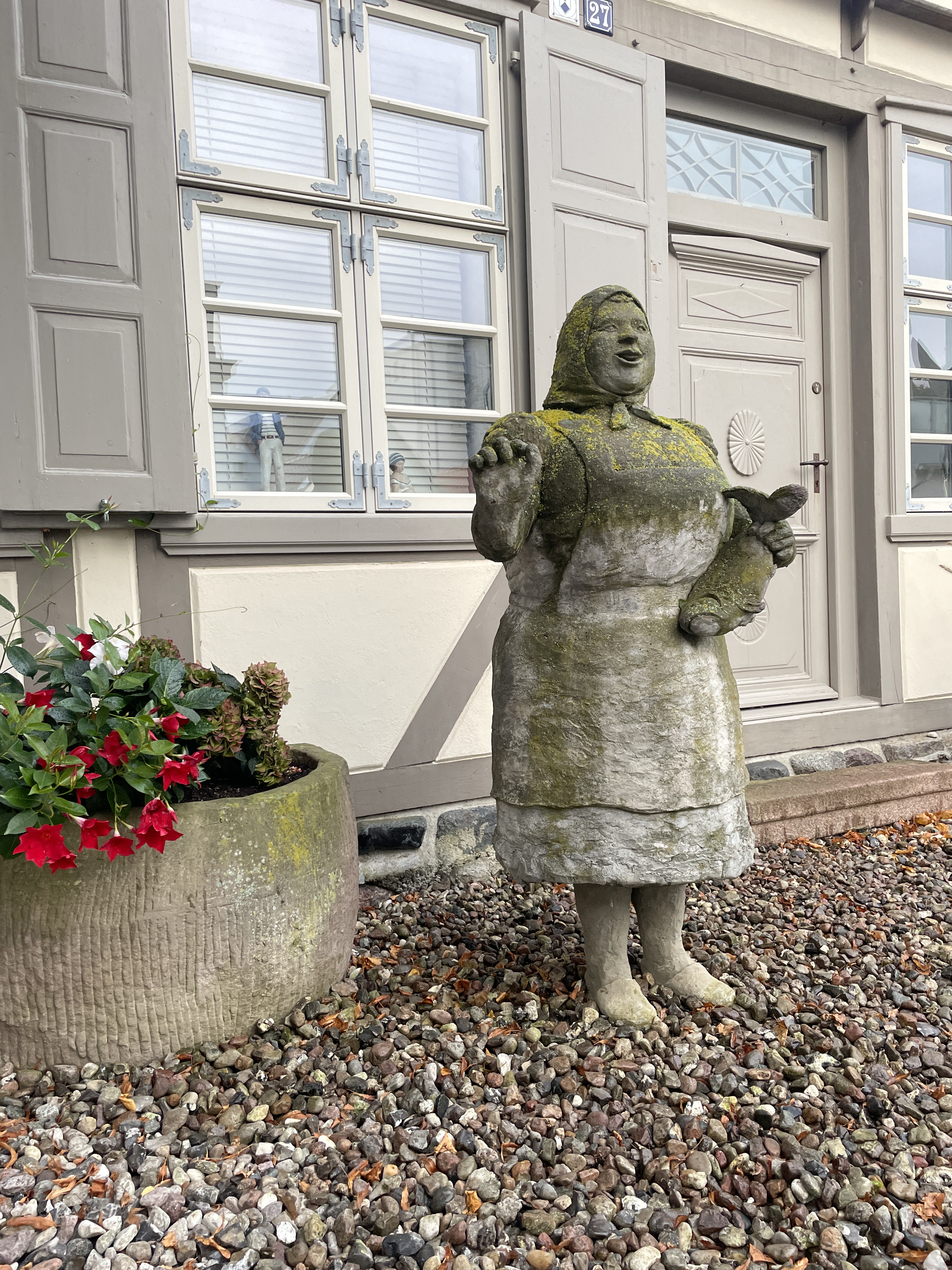
Plastik von „Min Herzing“ vor der Alexandrinenstr. 27

## Verwertungen der Begrifflichkeit

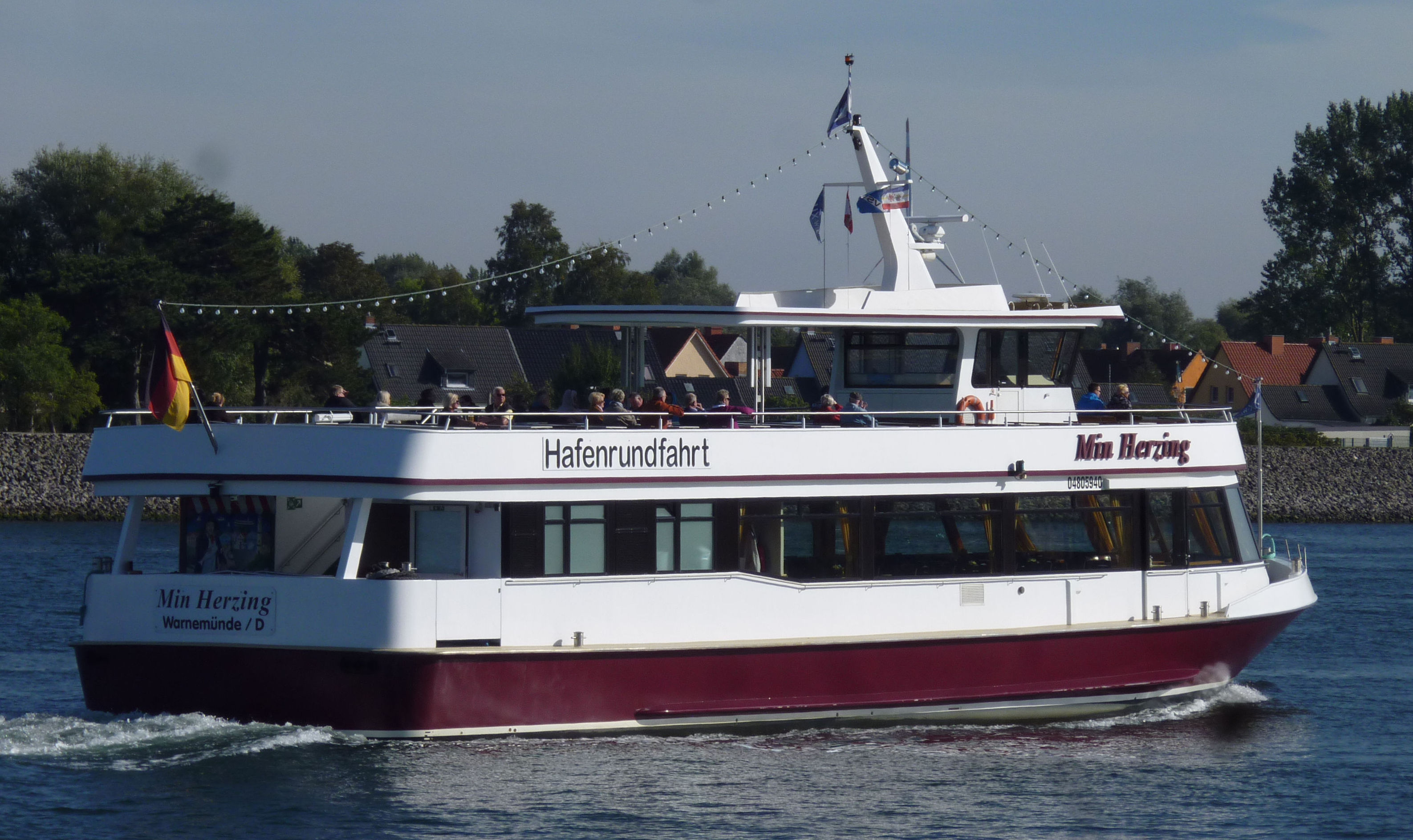
Fahrgastschiff „Min Herzing“, Warnemünde

Die Bezeichnung „Min Herzing“ tragen heute verschiedene Unternehmen und Projekte, unter anderem:
- ein Feriendorf bei Dranske auf der Insel Rügen
- ein Fahrgastschiff im Ostseebad Warnemünde

## Darstellung in Literatur, Musik und Film
- „Essay über ein Fischweib oder Min Herzing“, Dokumentarfilm von Uwe Belz 1974
- „Na, min Herzing, wisst`n Fisch?: die legendäre Fischfrau aus Warnemünde“, Christiane Freuck in „Hanse-Sail aktuell“ (2007), S. 72
- „Min Herzing un anner Vertellers“, Gertrud Hennl, Rostock, 1981
- „Fischweiber und Matrosen – Portraits von Mecklenburgern im DEFA-Dokumentarfilm“, DEFA-Stiftung, Projekt der 4. Berliner Stiftungswoche, 4. bis 14. Juni 2013
- „Min Herzing“, Ballade der Rockgruppe Spill (Rostock), 2013
- Min Herzing in „Mit den Augen von Hansi Parczyk Warnemünde entdecken“ von Rosemarie Zaulich, Rostock, 2013
- Min Herzing in „Eyke Düwel: Dorschgeflüster | Der Teufel vom Alten Strom“, Rostock, 2015